# سمية بيئية
السمية البيئية هي موضوع دراسة علم السموم البيئية والذي يعد فرعا من فروع علم السموم وعلم البيئة، يشير مصطلح السمية البيئية إلى إمكانية تأثير الضغوط البيولوجية أو الكيميائية أو الفيزيائية على النظم البيئية. قد تحدث مثل هذه الضغوطات في البيئة الطبيعية بكثافات أو تركيزات أو مستويات عالية بما يكفي لتعطيل الكيمياء الحيوية الطبيعية وعلم وظائف الأعضاء والسلوك وتفاعلات الكائنات الحية التي تشكل النظام البيئي.
وعلم السموم البيئية هو أحد فروع علم السموم المعنية بدراسة التأثيرات السامة الناتجة عن الملوثات الطبيعية أو الاصطناعية على مكونات النظم البيئية والحيوانية والتي تشتمل على الإنسان، والنباتات والميكروبات، في سياق متكامل.

## مصادر شائعة للتسمم البيئي

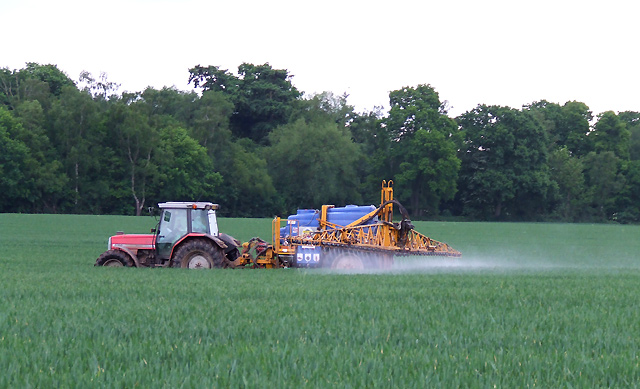
عملية رش لمبيدات الآفات

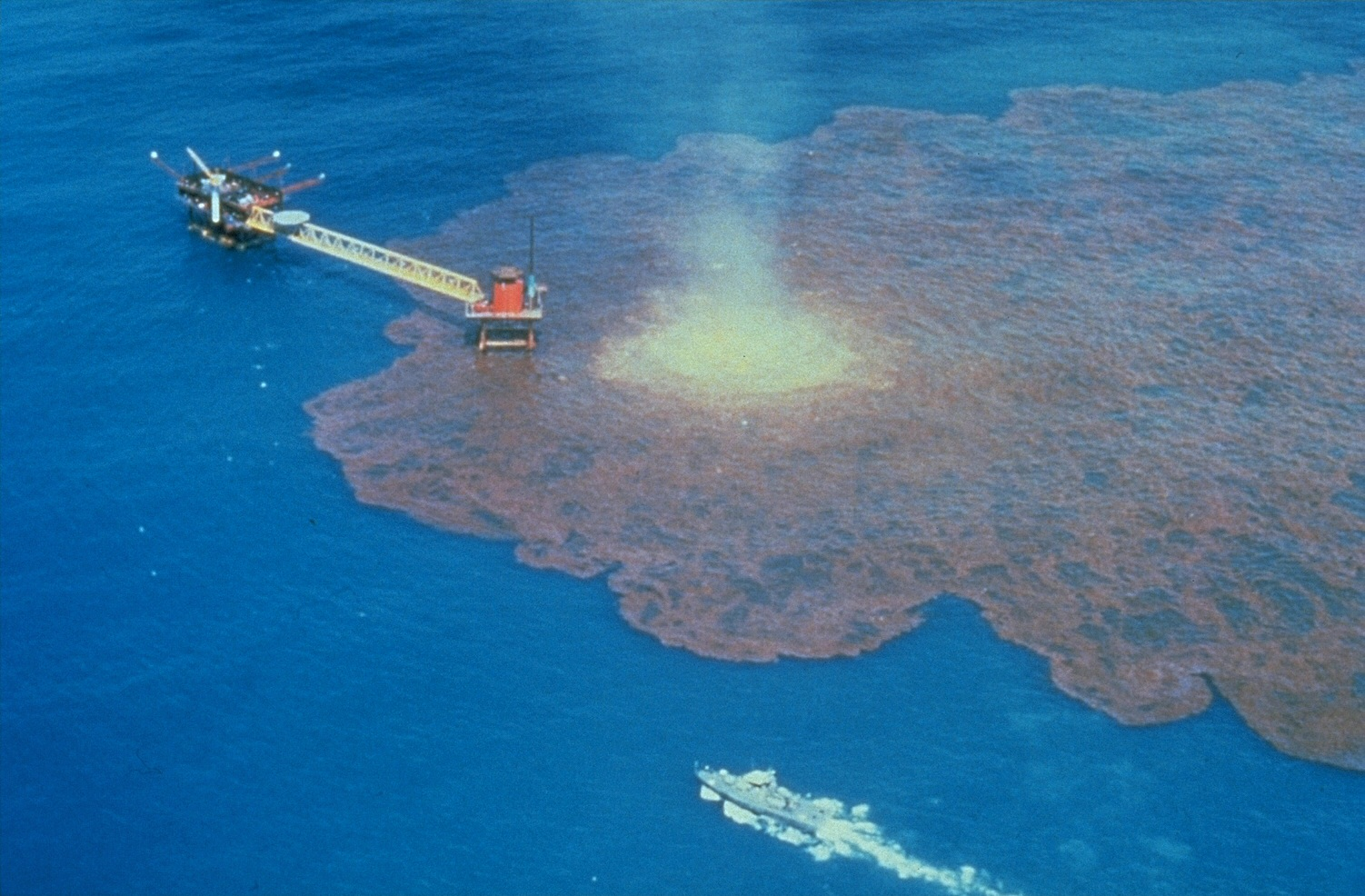
تسرب نفطي

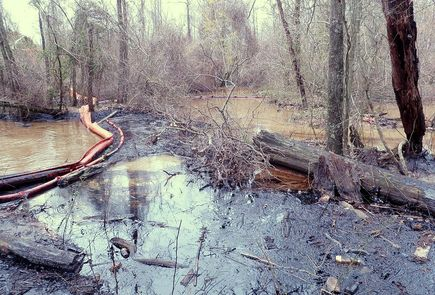
تسمم بيئي ناتج عن تسرب النفط